# شكراله (كوشك)
شكراله (بالفارسية: شکرالله) هي منطقة سكنية تقع في إيران في قسم كوشك الريفي. يقدر عدد سكانها بـ 184 نسمة .